# Stefan Wächter (Fußballspieler, 1978)
Stefan Wächter (* 20. April 1978 in Herne), Spitzname „Toto“, ist ein ehemaliger deutscher Fußballtorhüter und jetziger Torwarttrainer.

## Karriere
Wächter spielte beim KFC Uerdingen 05, bei VfL Bochum und bei Westfalia Herne und stand ab 2001 beim Bundesligisten Hamburger SV unter Vertrag. Mit dem HSV spielte er im UEFA-Cup und in der Champions League.
In der Saison 2003/04 musste Wächter den am Kreuzband verletzten Stammtorhüter Martin Pieckenhagen ersetzen und kam zu seinem ersten Spiel für die Hamburger. Nach Pieckenhagens Genesung wurde Wächter zwar zunächst erneut Ersatztorhüter. Durch eine andauernde Formschwäche Pieckenhagens verdrängte Wächter diesen aber schließlich aus dem Hamburger Tor und entwickelte sich zum Stammtorhüter seines Vereins. Im Laufe der Saison 2005/06 wurde Wächter auf Grund einer Verletzung jedoch seinerseits durch Sascha Kirschstein verdrängt. Zwar gelang es Wächter sich zum Jahresende 2006 nochmals in die Stammformation des HSV zu spielen, mit der Verpflichtung von Frank Rost im Januar 2007 wurde Wächter jedoch nur als dritter Torhüter eingeplant. Seinen nach der Saison 2006/07 auslaufenden Vertrag verlängerte der HSV daher nicht.
Zu Beginn der Saison 2007/08 wechselte Wächter ablösefrei zum Bundesligaaufsteiger Hansa Rostock, bei dem er einen Drei-Jahres-Vertrag erhielt. Zwischenzeitlich für zwei Partien von Jörg Hahnel vertreten, entwickelte sich Wächter in Rostock zum Stammtorhüter, bis er sich am 26. April 2008 im Spiel gegen Energie Cottbus nach insgesamt 28 Bundesliga-Einsätzen einen Kreuzbandriss im rechten Knie zuzog. Zum Saisonende stieg Rostock wieder in die 2. Bundesliga ab, in welcher Wächter nach seiner Genesung zunächst nur noch als Ersatz-Torwart eingeplant wurde. 2009 erlitt er schließlich eine Patellasehnen-Verletzung im linken Knie sowie wenige Wochen später einen Innenmeniskusriss im rechten Knie, weshalb er in der gesamten Spielzeit 2008/09 zu keinem weiteren Einsatz für Rostocks Lizenzmannschaft kam. Im Sommer 2009 wurde Wächter trotz fortbestehenden Vertrages ein Vereinswechsel nahegelegt. Dennoch blieb Wächter beim F.C. Hansa und wurde in der Saison 2009/10 im Kader der II. Mannschaft in der Regionalliga Nord gelistet, war jedoch tatsächlich freigestellt.
Seit 2010 hat Wächter auf Grund seiner Kreuzbandverletzungen seine aktive Karriere beendet und arbeitet seitdem als Torwarttrainer.
Im August 2014 wurde bekannt, dass Wächter Leitender Torwarttrainer in den Altersklassen der U15 bis U23 beim HSV wird. Zudem wurde Wächter am 16. September 2014 Torwarttrainer der Profis als Nachfolger von Ronny Teuber. Seit der Saison 2015/16 ist Wächter ausschließlich als Torwarttrainer bei den Profis vorgesehen. Seine Nachwuchstrainer-Position übernahm Marco Kostmann. Am 12. März 2018 wurde Wächter gemeinsam mit dem Cheftrainer Bernd Hollerbach freigestellt.

## Erfolge
- Deutscher Ligapokalsieger mit dem Hamburger SV: 2003